# Is It Over Now?
Is It Over Now? è un singolo della cantautrice statunitense Taylor Swift, pubblicato il 31 ottobre 2023 come quarto estratto dall'album in studio 1989 (Taylor's Version).

## Descrizione
Il brano fu scritto da Swift in collaborazione con Jack Antonoff nel 2014 per il suo quinto album in studio, 1989, il primo disco completamente pop della cantante. Inizialmente scartato dal progetto, Swift ha scelto di includerlo nella reincisione di 1989, in seguito a una controversia riguardo ai diritti sui master dei suoi primi sei album.
È stata descritta come una traccia introspettiva, che offre una narrazione di una storia d'amore dopo la sua fine e facendo riferimento a eventi ed errori che hanno portato alla rottura. Il contenuto del testo è stato ipotizzato faccia riferimento alla storia avuta da Swift con il cantante e attore britannico Harry Styles nel 2012, vista la presenza di dettagli che rimandano ad avvenimenti già noti al pubblico.
Dal punto di vista strumentale, il brano è costruito attorno a uno "strano squittio" presente fin dall'inizio, con la costante presenza di batteria e sintetizzatori.

## Promozione
Il titolo della traccia è rivelato il 21 settembre 2023, in seguito ad una caccia al tesoro in collaborazione con Google, il cui completamento dipendeva dalla soluzione di una determinata quantità di puzzle. Con la pubblicazione della tracklist ufficiale del disco, Swift ha confermato i titoli delle cinque tracce inedite incluse nel progetto, con Is It Over Now? come traccia di chiusura.
Il brano è stato pubblicato come singolo per il mercato statunitense il 31 ottobre 2023.

## Classifiche

### Classifiche settimanali
| Classifica (2023-24) | Posizione massima |
| -------------------- | ----------------- |
| Australia            | 1                 |
| Austria              | 18                |
| Brasile              | 71                |
| Canada               | 1                 |
| Croazia              | 16                |
| Danimarca            | 27                |
| Emirati Arabi Uniti  | 10                |
| Filippine            | 6                 |
| Francia              | 129               |
| Germania             | 51                |
| Grecia               | 6                 |
| India                | 17                |
| Irlanda              | 2                 |
| Islanda              | 24                |
| Israele              | 76                |
| Italia               | 93                |
| Lettonia             | 8                 |
| Libano               | 10                |
| Lituania             | 20                |
| Lussemburgo          | 21                |
| Malaysia             | 14                |
| Medio Oriente        | 13                |
| Norvegia             | 11                |
| Nuova Zelanda        | 1                 |
| Paesi Bassi          | 23                |
| Polonia              | 52                |
| Portogallo           | 16                |
| Regno Unito          | 1                 |
| Repubblica Ceca      | 43                |
| Singapore            | 4                 |
| Slovacchia           | 38                |
| Spagna               | 73                |
| Stati Uniti          | 1                 |
| Svezia               | 15                |
| Svizzera             | 37                |
| Ungheria             | 38                |
| Vietnam              | 48                |

### Classifiche di fine anno
| Classifica (2024) | Posizione |
| ----------------- | --------- |
| Canada            | 26        |
| Estonia           | 73        |
| Stati Uniti       | 33        |